# Parapandalus spinipes
Parapandalus spinipes är en kräftdjursart som först beskrevs av Charles Spence Bate 1888.  Parapandalus spinipes ingår i släktet Parapandalus och familjen Pandalidae. Inga underarter finns listade i Catalogue of Life.